# Avenida Norte
A Avenida Norte é uma via que liga o bairro da Macaxeira ao bairro de Santo Amaro, no Recife. É, em extensão, a maior via da cidade do Recife.

## História
Tem uma extensão 8,6 quilômetros e seu traçado seguiu a extinta linha férrea da antiga Great Western que ia inicialmente até a cidade de Limoeiro.
Inicia-se na Ponte de Limoeiro (cujo nome foi dado exatamente por dar sustento à ferrovia que ia para aquela cidade) e termina na Rodovia BR-101.
A margem da linha férrea deu o seu traçado, mas o seu desenvolvimento deveu-se também ao crescimento de seu entorno, como o cotonifício da Macaxeira, a feira de Casa Amarela, a romaria ao Morro da Conceição, o comércio da Encruzilhada. Na parte oeste de seu trajeto, é cercada pelos morros, com uma população crescente.
Os trilhos da ferrovia foram retirados em 1952, tendo sido iniciada a sua pavimentação.

## Trajeto
No seu trajeto, cruza os bairros recifenses de Santo Amaro, Torreão, Encruzilhada, Rosarinho, Tamarineira, Casa Amarela e Macaxeira, margeando ainda os bairros: Espinheiro, Mangabeira, Alto José do Pinho, Morro da Conceição, Vasco da Gama e Nova Descoberta. Por ali passam diariamente 58 mil veículos. Em seu entorno moram 200 mil habitantes.
Pela sua importância e modal insuficiente para comportar o trânsito que por ali passa, é alvo frequente de estudos da prefeitura do Recife e também alvo de estudos universitários.